# Elvis Ngolle Ngolle
Elvis Ngolle Ngolle, né le 14 avril 1953 à Kack dans la région du Sud-Ouest du Cameroun, est un homme politique et professeur camerounais, qui a servi en dernier lieu dans le gouvernement camerounais en tant que ministre des Forêts et de la Faune. Il était membre du gouvernement depuis 1997.

## Biographie
D'ethnie « Bakossi », Elvis Ngolle Ngolle naît le 14 avril 1953 à Kack, dans la région du Sud-Ouest du Cameroun, une zone placée sous tutelle britannique. Il a enseigné les sciences politiques à l'Université de Denver aux États-Unis de 1983 à 1985, puis à l'Institut des relations internationales du Cameroun (IRIC) de l'Université de Yaoundé. Il a été une personne-ressource pour le Rassemblement démocratique du peuple camerounais (RDPC), parti au pouvoir. Il a participé aux pourparlers tripartites de 1990 et a ensuite participé aux pourparlers entre le RDPC et le principal parti d'opposition, le Front social démocrate (SDF).

## Service public
Ngolle Ngolle a été nommé pour la première fois au gouvernement en tant que ministre chargé des missions spéciales à la présidence de la République le 7 décembre 1997. Après l'élection présidentielle camerounaise de 2004, il a défendu le président Paul Biya à la Cour suprême et a plaidé contre les pétitions déposées par les membres de l'opposition ; toutes ces pétitions ont été rejetées. S'adressant au Post en juillet 2006, après que Paul Biya ait convoqué un congrès extraordinaire du RDPC, Ngolle Ngolle a déclaré que, puisque le RDPC était le parti au pouvoir, la santé du RDPC était révélatrice de la santé du Cameroun dans son ensemble. Il a également souligné que « le pouvoir est considéré comme quelque chose qui a une substance morale » au RDPC et que « lorsque vous êtes au pouvoir et que vous gérez des gens, vous devez avoir une conduite exemplaire ». Selon Ngolle Ngolle, la réélection de Biya en tant que président national du RDPC lors du congrès était presque une fatalité en raison de ce qu'il décrit comme les réalisations impressionnantes de Biya ; il attribue à Biya l'introduction de la démocratie multipartite ainsi que la collaboration avec l'opposition, facilitant ainsi le dialogue entre les partis politiques.
Après près de neuf ans en tant que Ministre des Missions spéciales, Ngolle Ngolle a été promu au poste de Ministre des Forêts et de la Faune le 22 septembre 2006.
En tant que ministre des Forêts et de la Faune, Ngolle Ngolle s'est efforcé de faire appliquer les lois anti-braconnage et de réduire la vente illégale de viande de brousse. Bien qu'une loi visant à protéger les espèces menacées du braconnage ait été adoptée en 1994, elle n'a été appliquée que vers 2004, et même après, le commerce illégal de viande de brousse est resté assez répandu. Ngolle Ngolle s'est plaint au début de l'année 2010 que « nous voyons des gens vendre de la viande de brousse partout, n'importe où, dans les lieux publics, le long des routes. Et cela jette plus ou moins la honte sur notre dignité et notre engagement à lutter contre le braconnage illégal. ». Dans le même temps, il a évoqué l'introduction d'un nouveau programme gouvernemental visant à réglementer le commerce en autorisant la vente de viande de brousse uniquement dans des lieux spécialement désignés. Dans ces lieux, la viande de brousse provenant d'espèces relativement prolifiques, comme les rats de canne, pourrait être vendue, mais les personnes vendant de la viande provenant d'espèces menacées seraient sanctionnées. Des initiatives gouvernementales connexes menées par le ministère de Ngolle Ngolle ont consisté à recruter des gardes forestiers et à fournir aux commerçants de viande de brousse du travail dans le secteur agricole.